# Ron Shelton
Pour les articles homonymes, voir Shelton.
Ron Shelton né le 15 septembre 1945 à Whittier (Californie), est un réalisateur, producteur et scénariste américain.

## Biographie
Aîné de quatre frères, Ron Shelton grandit à Montecito, une petite ville située au nord-ouest de Los Angeles.
Il fait ses études supérieures à l'université de l'Arizona et au Westmont College (en). Entre 1967 et 1971, il fait carrière dans les ligues mineures de baseball, jouant notamment pour les Red Wings de Rochester. 
Il amorce sa carrière au cinéma en signant les scénarios de deux films de Roger Spottiswoode : Under Fire (1983) et La Dernière Passe (The Best of Times, 1986).
En 1988, il écrit et réalise son premier film, Duo à trois (Bull Durham), qui lui vaut d'être nommé pour l'Oscar du meilleur scénario original lors de la 61e cérémonie des Oscars. 
Spécialiste du film sportif, il approche ce milieu sous divers angles comme le prouvent deux de ses réussites : Les Blancs ne savent pas sauter (White Men Can't Jump, 1992) et, surtout, Cobb (1994), portrait sévère quoique nuancé du joueur étoile des Tigers de Détroit Ty Cobb, réputé pour ses attitudes sadiques, ses propos racistes et sa misogynie.
Shelton est marié à l'actrice d'origine canadienne Lolita Davidovich qui joue dans plusieurs de ses films, y compris le rôle-titre de Blaze Starr dans Blaze (1989).

## Filmographie

### Réalisateur et scénariste
- 1988 : Duo à trois (Bull Durham), avec Kevin Costner, Susan Sarandon et Tim Robbins
- 1989 : Blaze, avec Paul Newman, Lolita Davidovich et Jerry Hardin
- 1992 : Les Blancs ne savent pas sauter (White Men Can't Jump), avec Wesley Snipes, Woody Harrelson et Rosie Perez
- 1994 : Cobb, avec Tommy Lee Jones, Lolita Davidovich et Ned Bellamy
- 1996 : Tin Cup, avec Kevin Costner, Rene Russo et Don Johnson
- 1998 : Welcome to Hollywood d'Adam Rifkin et Tony Markes
- 1999 : Les Adversaires (Play It to the Bone), avec Antonio Banderas, Woody Harrelson et Lolita Davidovich
- 2003 : Hollywood Homicide, avec Harrison Ford, Josh Hartnett et Lena Olin - également acteur et producteur sur ce film
- 2011 : Hound Dogs (téléfilm), avec Laura Bell Bundy et Lolita Davidovich - également producteur exécutif sur ce téléfilm
- 2017 : Just Getting Started, avec Morgan Freeman, Tommy Lee Jones et Rene Russo

### Réalisateur seulement
- 2002 : Dark Blue, avec Kurt Russell, Scott Speedman et Michael Michele

### Scénariste seulement
- 1983 : Under Fire de Roger Spottiswoode
- 1986 : La Dernière Passe (The Best of Times) de Roger Spottiswoode
- 1994 : Blue Chips de William Friedkin - également producteur exécutif sur ce film
- 1996 : La Couleur de l'arnaque (The Great White Hype) de Reginald Hudlin
- 2003 : Bad Boys 2 de Michael Bay
- 2023 : Les Blancs ne savent pas sauter (White Men Can't Jump) de Calmatic